# Ballville Township
Ballville Township ist eine von zwölf Townships im Sandusky County im US-Bundesstaat Ohio. Im Jahr 2020 lebten 6042 Einwohner in den nichtinkorporierten Teilen der Township. Die Ballville Township im Sandusky County ist die einzige Township mit diesem Namen landesweit.

## Geographie
Die Township liegt im südlichen Teil des Countys und grenzt an die folgenden Nachbartownships:
- im Norden: Sandusky Township
- im Nordosten: Riley Township
- im Osten: Green Creek Township
- im Südosten: Adams Township im Seneca County
- im Süden: Pleasant Township im Seneca County
- im Südwesten: Liberty Township im Seneca County
- im Westen: Jackson Township
- im Nordwesten: Washington Township

Teile der Stadt Fremont, des County Seat des Sandusky Countys, liegen im nördlichen Bereich der Ballville Township; dort befindet sich auch der Census-designated place Ballville.
Der Sandusky River fließt auf seinem Weg zum Eriesee durch die Ballville Township.

## Verwaltung
Die Township wird von einem dreiköpfigen Board of Trustees regiert. Dieser wird jeweils im November ungerader Jahre für eine vierjährige Amtszeit gewählt, wobei zwei in dem Jahr nach der Wahl des Präsidenten der Vereinigten Staaten und einer im Jahr davor gewählt werden. Außerdem gibt es einen gewählten Finanzbeamten, der eine vierjährige Amtszeit absolviert, die am 1. April des Jahres nach der Wahl des Beamten beginnt. Diese Wahl findet statt im Jahr vor der Wahl des US-Präsidenten.

## Belege
1. ↑  §503.24, §505.01 und §507.01 des Ohio Revised Code